# Fernão do Pó
Fernão do Pó, także Fernão Pó, Fernando Pó, Fernando Póo (XV w.) – portugalski żeglarz i odkrywca. Podejmował wyprawy wzdłuż zachodnich wybrzeży Afryki. Prawdopodobnie w 1472 r. odkrył wyspę Bioko w Zatoce Gwinejskiej, którą w późniejszych latach nazwano jego imieniem. Dotarł do ujścia rzeki Wouri, nazywając ją Rio dos Camarões, od której to nazwy pochodzi nazwa Kamerunu.